# Salamandre (cuisine)
Pour les articles homonymes, voir Salamandre.

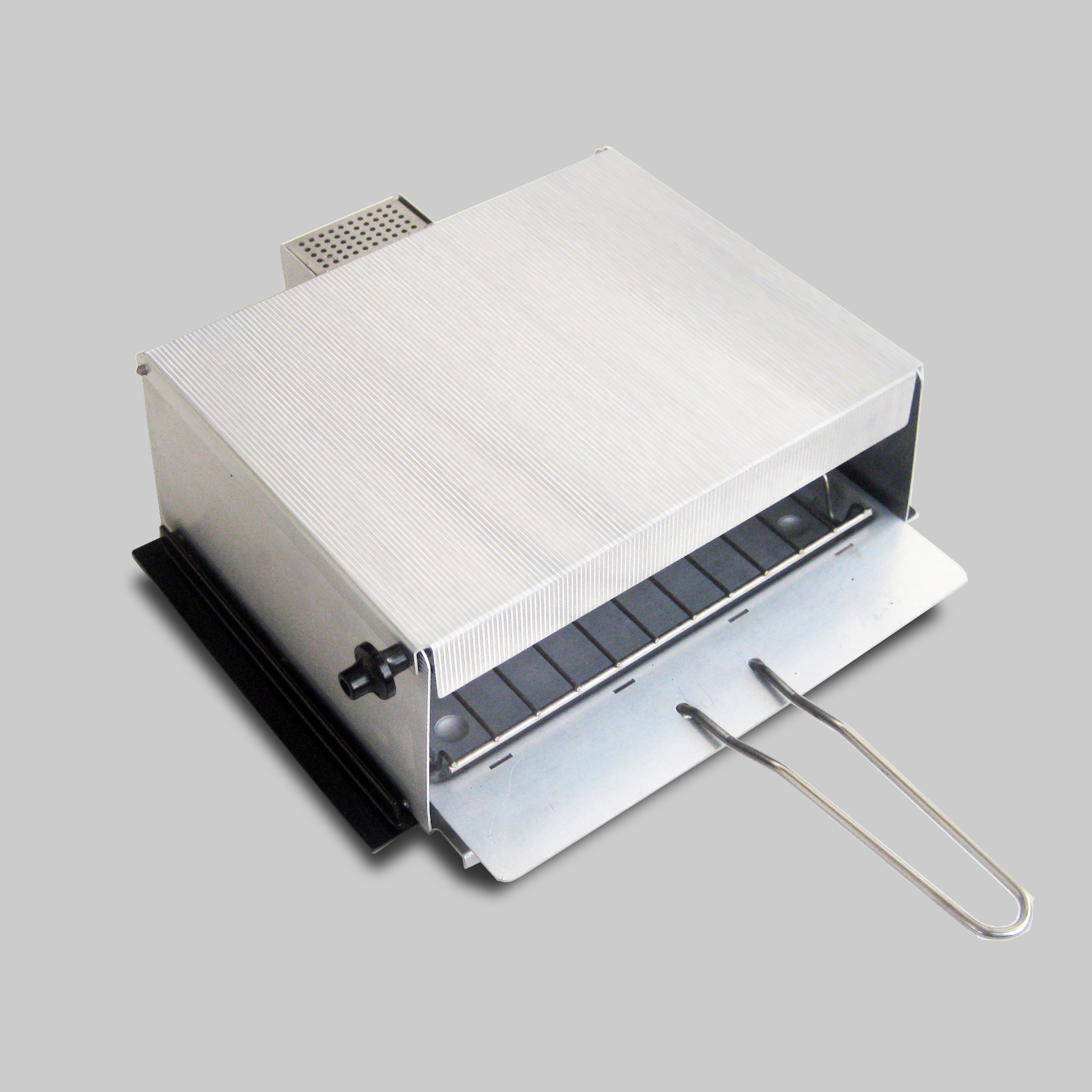
Une salamandre.

Une salamandre est un appareil de cuisson constitué essentiellement d'un plafond rayonnant. L'appareil peut soit avoir la forme générale d'un four de cuisine à l'intérieur duquel les préparations peuvent être déposées à des hauteurs différentes, soit être constitué d'une voûte mobile (et donc être ouvert sur les côtés).[réf. nécessaire]
La chaleur intense émise par l'élément chauffant fait de la salamandre un appareil additionnel servant surtout aux professionnels de la restauration pour brunir, gratiner ou réchauffer rapidement, mais qui peut aussi servir d'appareil de cuisson additionnel pour certaines préparations plus élaborées.
Les salamandres modernes tirent leur nom de la salamandre du XVIIIe siècle, l'outil de prédilection pour griller le dessus d'un plat. Il s'agissait d'une épaisse plaque de fer fixée à l'extrémité d'un long manche, avec deux pieds, ou appuis, disposés près de la plaque de fer pour soutenir l'assiette au-dessus de la nourriture à dorer. Son nom à son tour est tiré de la légendaire salamandre, un amphibien mythique que l'on croyait immunisé contre le feu.[réf. nécessaire]